# 南山北駅
南山北駅（なんさんきたえき）は中華人民共和国海南省三亜市に位置する中国国鉄の駅。南山寺入口の北面にあることから、この名がある。

## 利用可能な鉄道路線
中国国鉄
海南西環線

## バス
鉄道が1日5往復で14.5元なのに対して、バスは南山寺門前まで入る上に本数が多く、10元しかかからず市中心部に直行する為、鉄道の利用客は僅かである。

## 駅周辺
- 南山寺（南山文化旅游区） - 空海の銅像がある。
- 南山海上観音聖像

## 歴史
- 2017年1月20日：南山寺への観光の便を図る為に三亜 - 当駅間の区間車を運行開始。

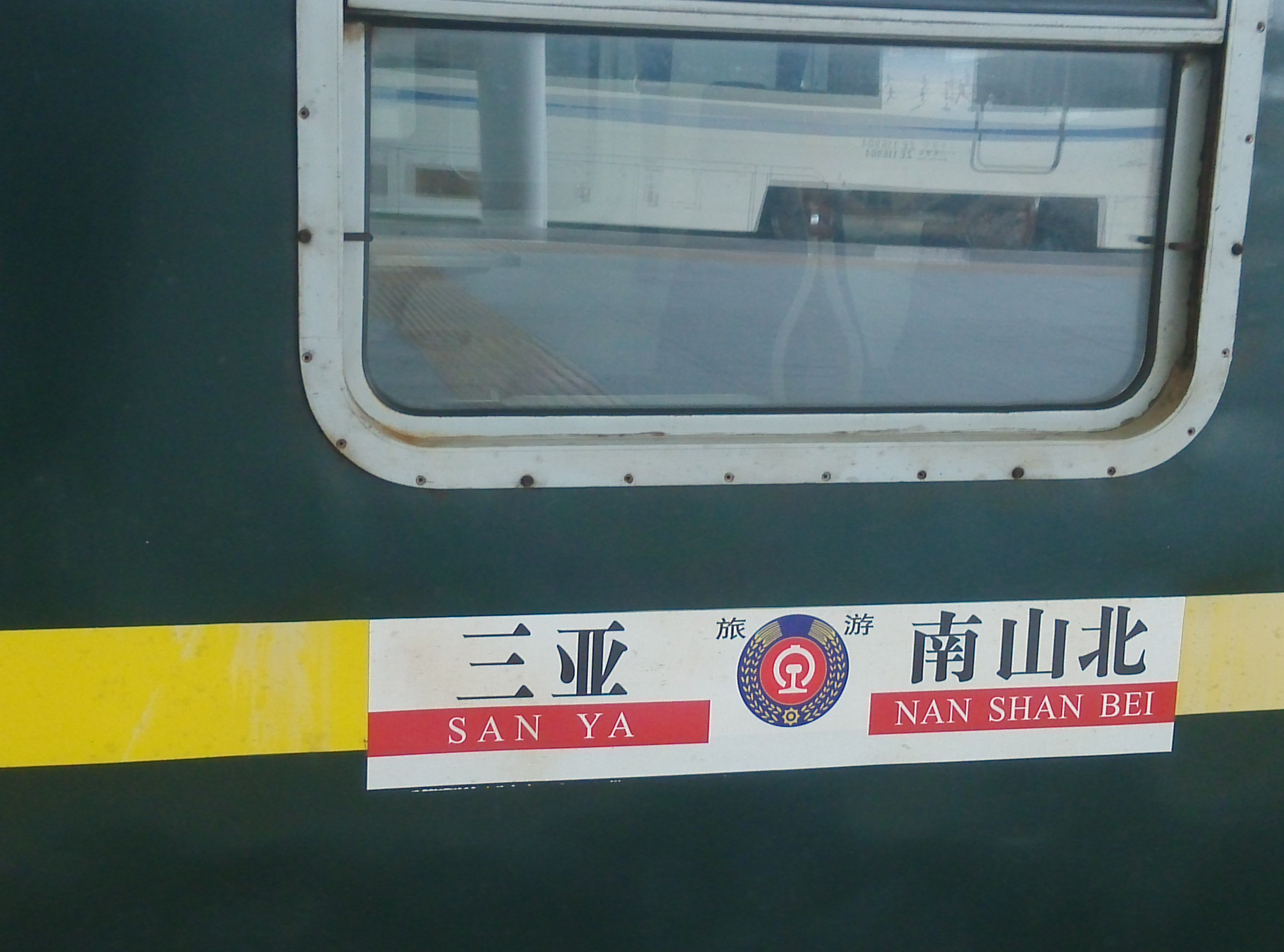
南山北行き列車の行き先表示板。
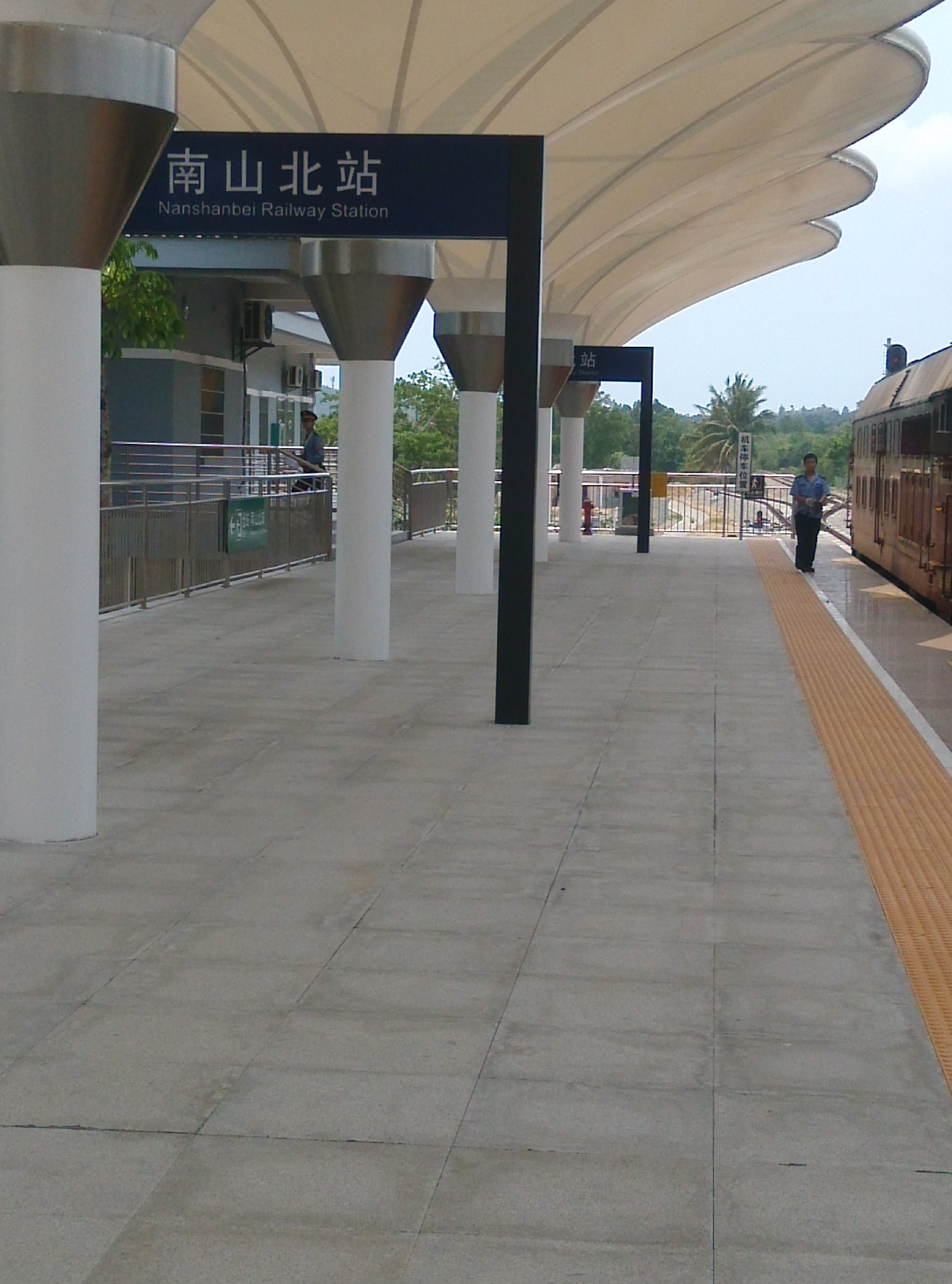
南山北駅プラットホーム。
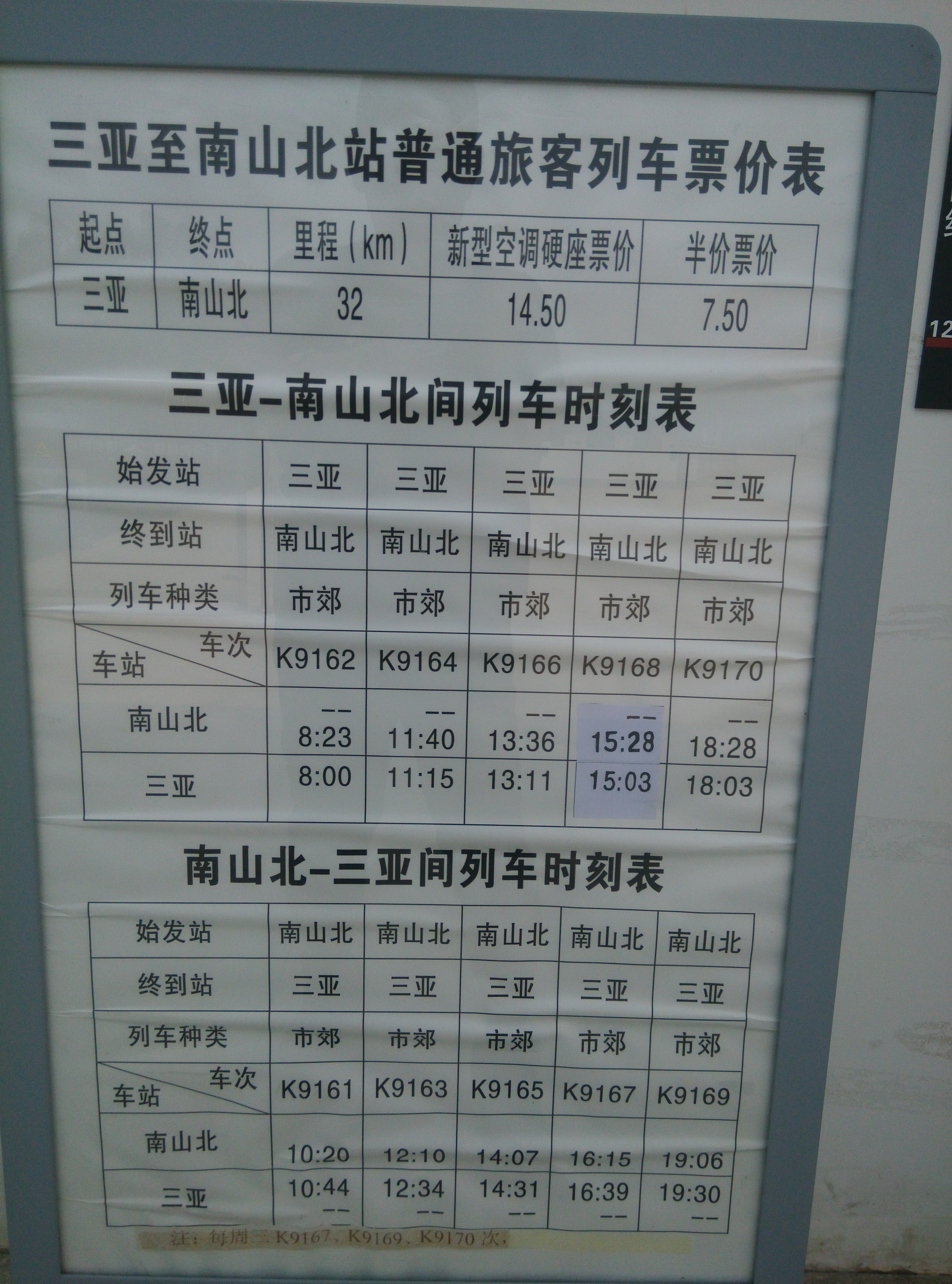
南山北駅時刻表。水曜日(星三)に運休する列車があり。

## 隣の駅
中国国鉄
海南西環線
崖州駅 - 南山北駅 - 三亜駅